# Julie Labonté
Julie Labonté (née le 12 janvier 1990 à Sainte-Justine) est une athlète canadienne, spécialiste du lancer du poids.

## Biographie
En 2011, à Des Moines, elle établit un record du Canada du lancer du poids avec 18,31 m.
Vainqueur des championnats du Canada en 2012, elle participe aux Jeux olympiques de Londres mais ne franchit pas le cap des qualifications. En 2013, elle se classe sixième des Universiades d'été de Kazan, en Russie.
En 2014, elle remporte la médaille de bronze des Jeux du Commonwealth, à Glasgow, devancée par Valerie Adams et Cleopatra Borel.

## Palmarès
| Date | Compétition             | Lieu     | Résultat | Marque  |
| ---- | ----------------------- | -------- | -------- | ------- |
| 2009 | Jeux de la Francophonie | Beyrouth | 3e       | 15,93 m |
| 2014 | Jeux du Commonwealth    | Glasgow  | 3e       | 17,58 m |

### Records
| Épreuve         | Performance | Lieu       | Date         |
| --------------- | ----------- | ---------- | ------------ |
| Lancer du poids | 18,31 m     | Des Moines | 11 juin 2011 |